# USS O'Kane (DDG-77)
L’USS O'Kane (DDG-77) est un destroyer américain de la classe Arleigh Burke, en service depuis le 23 octobre 1999. Il est baptisé en l'honneur du contre-amiral Richard O'Kane (1911-1994), récipiendaire de la Medal of Honor. Il a été construit au chantier naval Bath Iron Works dans le Maine et son port d’attache est Pearl Harbor (Hawaï).